# Sant'Angelo Muxaro

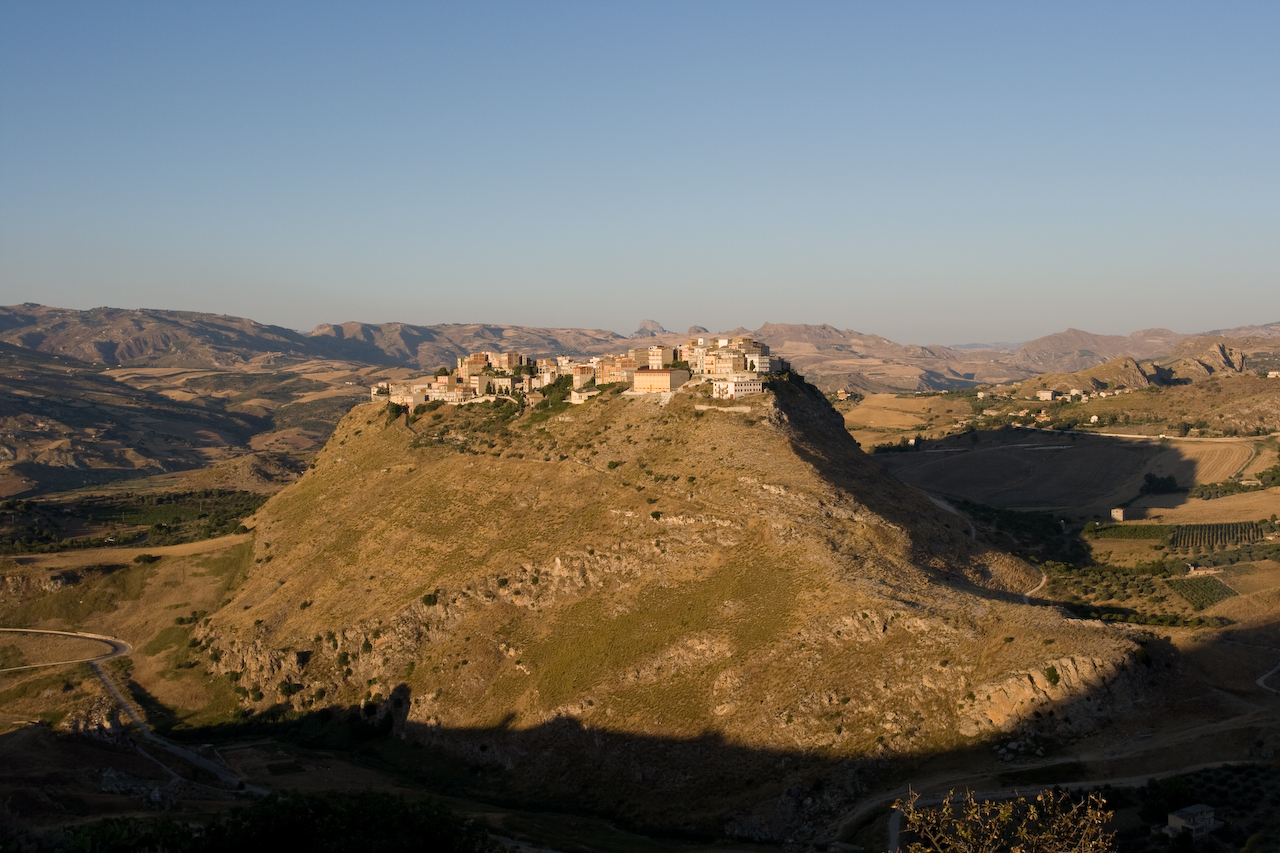
Sant'Angelo Muxaro

Sant'Angelo Muxaro is een gemeente in de Italiaanse provincie Agrigento (regio Sicilië) en telt 1619 inwoners (31-12-2004). De oppervlakte bedraagt 64,6 km², de bevolkingsdichtheid is 25 inwoners per km².

## Demografie
Sant'Angelo Muxaro telt ongeveer 662 huishoudens. Het aantal inwoners daalde in de periode 1991-2001 met 13,8% volgens cijfers uit de tienjaarlijkse volkstellingen van ISTAT.
| Jaar | Inwoneraantal |
| ---- | ------------- |
| 1991 | 2007          |
| 2001 | 1730          |

## Geografie
De gemeente ligt op ongeveer 335 meter boven zeeniveau.
Sant'Angelo Muxaro grenst aan de volgende gemeenten: Agrigento, Alessandria della Rocca, Aragona, Casteltermini, Cattolica Eraclea, Cianciana, Raffadali, San Biagio Platani en Santa Elisabetta.